# Gebrüder Brauns

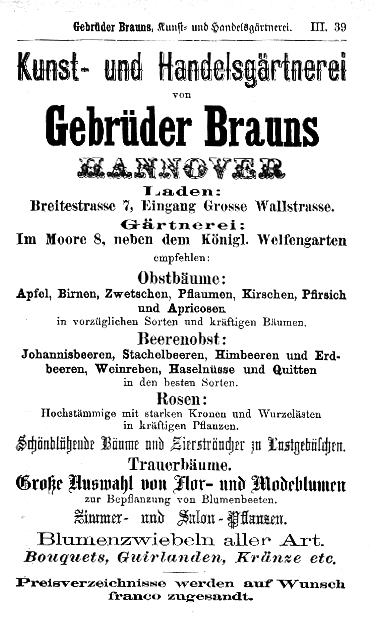
Ganzseitige Anzeige der Kunst- und Handelsgärtnerei im Adreßbuch, Stadt- und Geschäftshandbuch der Königlichen Residenzstadt Hannover und der Stadt Linden von 1877

Gebrüder Brauns, auch Gebr. Brauns, war der Name eines schon im Kurfürstentum Hannover im 18. Jahrhundert vor den Toren der Stadt Hannover gegründeten Gärtnerei. Das von der Familie Brauns begründete Unternehmen entwickelte sich bald zum größten Gartenbaubetrieb Norddeutschlands. Der Hauptsitz lag an einem umfangreichen Gelände im späteren hannoverschen Stadtteil Nordstadt; im Blumenviertel an der heutigen Straße Im Moore.

## Geschichte

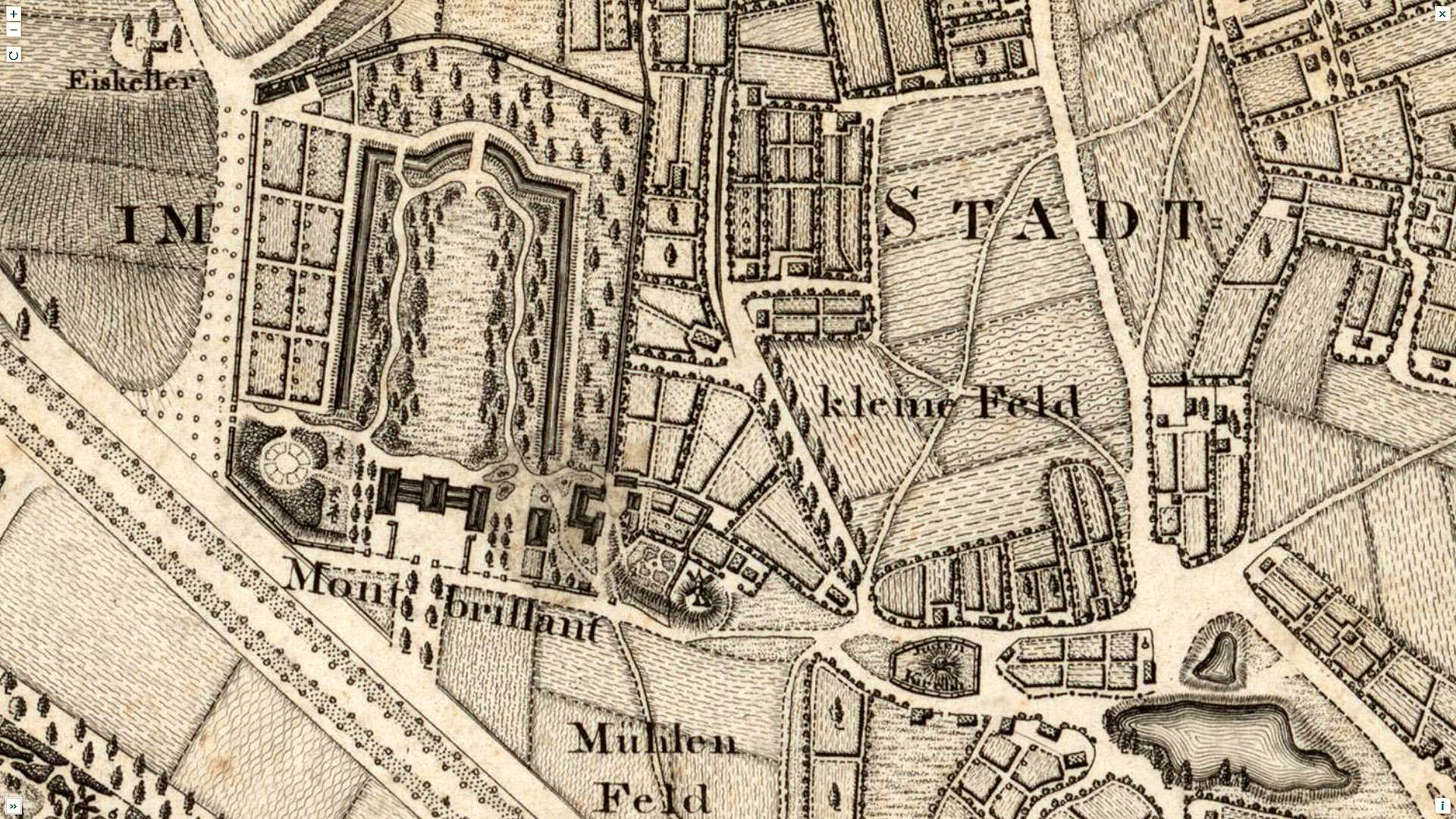
Das Garten- und Feldgebiet nordöstlich von Schloss Montbrillant Anfang des 19. Jahrhunderts;
Plan der Stadt Hannover und Umgebung (Auszug); Militäringenieure Pentz und Bennefeld, 1807

Die Familie Brauns war eine alteingesessene und bereits seit 1649 in Hannover nachweisbare Familie. Zur Zeit der Personalunion zwischen Großbritannien und Hannover erschien 1754 nach dem Tod „oftbenamter Gebrüder Brauns“, nämlich des verstorbenen Königlich Großbritannischen und Kurfürstlich Hannoverschen Hofrats Johann Brauns sowie Johann Conrad Brauns, in den Hannoverischen Anzeigen eine umfangreiche Liste der bis dahin angemeldeten Erben der Gebrüder hinsichtlich der Testamentsvollstreckung.
Die Familie Brauns besaß vor dem Steintor, im Steintorfeld, ausgedehnten Landbesitz „im sogenannten Moore“ und auf dem Gebiet des späteren Blumenviertels. An dem um 1770 bekannten Gartenweg für die sogenannten Gartenkosaken begründete die Familie um das Jahr 1790, spätestens um das Jahr 1800 zunächst den größten Gartenbaubetrieb Hannovers.
Noch zur Zeit des Königreichs Hannover heiratete Marie Brauns, Tochter des Kunst- und Handelsgärtners Friedrich Ludwig Brauns und dessen Ehefrau Elisabeth Margarete aus dem in Hameln ansässigen Patriziergeschlecht von Fargel, am 27. Dezember 1862 den Chorleiter, Lehrer, Musikdirektor, Professor und Komponisten Wilhelm Bünte. Dem Ehepaar fiel nach dem Tode von Maries Mutter im Jahr der Ausrufung des Deutschen Kaiserreichs 1871 das väterliche Erbe zu, durch das sich das Paar in der Gründerzeit von 1873 bis 1874 ein großes Haus mit Garten im nahegelegenen Taubenfelde errichten lassen konnte.
Ebenfalls etwa um den Beginn der 1870er Jahre durchlief der am 15. November 1853 in Bückeburg als Sohn eines in Eilsen tätigen Plantagengärtners geborene Heinrich Hitzemann junior eine Ausbildung bei Brauns in Hannover, bevor er später zum Hofgärtner für den Residenzgarten von Schloss Bückeburg erhoben wurde.
Der Sitz der Gärtnerei fand sich in jenen Jahren unter der Adresse Im Moore 8, neben dem Königlichen Welfengarten. Doch im Zuge der Industrialisierung und des Wohn- und Straßenbaus verminderte sich das umfangreiche Gartengelände Zug um Zug um die anfangs nach Gemüse, und später – vom Engelbosteler Damm ausgehend – nach Blumen benannten Straßen:
- 1858 wurde die Bohnenstraße benannt, die 1962 ein Teil der Lilienstraße wurde.[13] Laut einem späteren Adressbuch von Hannover geschah diese Namensgebung, weil „sich früher viele Gärtnereien“ hier befanden[14]
- 1864 wich das Braunsche Gartengelände zunächst für die Anlage der Nelkenstraße bis zur Straße Im Moore.[10]
- 1864 wurde auch die Lilienstraße bis zur Straße Im Moore angelegt.[10]
- 1874 wurde im Zuge der Gründerzeit des Deutschen Kaiserreichs die Tulpenstraße bis zur Straße Am Kleinen Felde über die alten Gärten geführt.[10]
- 1874 wurde laut den Hannoverschen Geschichtsblättern die Anlage der Asternstraße über die Gärten bis zur Hahnenstraße betrieben.[10]

Laut einer ganzseitigen Annonce im Geschäftsanzeiger des Adreßbuch, Stadt- und Geschäftshandbuch der Königlichen Residenzstadt Hannover und der Stadt Linden von 1877 unterhielt die Kunst- und Handelsgärtnerei Gebrüder Brauns ein Ladengeschäft in der Breite Straße 7 in Hannover. Im selben Jahr konnte der Buchautor August Oehlkers den Lesern seines im Verlag von Philipp Cohen erschienenen Werkes zur Behandlung, Zucht und Pflege von Rosen „die Handelsgärtnerei der Gebrüder Brauns im Moore nicht dringend genug empfehlen“.
Am 3. Januar 1891 verstarb Friedrich Brauns, einer der Mitinhaber der Firma Gebrüder Brauns, im Alter von 51 Lebensjahren, wie die Allgemeine Deutsche Gärtnerzeitung kurz darauf mitteilte.
Nur wenig später wurde 1892 von der Asternstraße aus schließlich die in Anlehnung nach dem Fliederstrauch benannte Fliederstraße abgezweigt, die wie auch ältere Straßen der Nordstadt über das ehemalige Gartengelände der Gebrüder Brauns und ebenfalls bis zur Hahnenstraße angelegt wurde.
Gegen Ende des 19. Jahrhunderts war im Handelsregister beim Amtsgericht Hannover bereits die als Offene Handelsgesellschaft betriebene Firma „A. v. Schwanenflügel & Ko., Gebr. Brauns Nachf.“ als Handelsgärtnerei eingetragen, die zum 11. Juli 1898 jedoch aufgelöst wurde. Der bisherige Mitinhaber Alexander von Schwanenflügel, ein Mitglied des alten niedersächsischen Adelsgeschlechtes von Schwanenflügel, betrieb das Unternehmen aber unter Beibehaltung des bisherigen Firmennamens weiter. Zugleich wurde dem ebenfalls in Hannover tätigen Kaufmann Brutus von Schwanenflügel Prokura erteilt, während in Davenstedt eine Zweigniederlassung errichtet wurde.